# Steinlishof
Steinlishof (westallgäuerisch: Schduinəshof; historisch auch Esslisberg) ist ein Gemeindeteil der Gemeinde Maierhöfen im bayerisch-schwäbischen Landkreis Lindau (Bodensee).

## Geographie
Die Einöde liegt circa vier Kilometer nordwestlich des Hauptorts Maierhöfen und zählt zur Region Westallgäu. Nördlich und östlich der Ortschaft verläuft die Ländergrenze zu Isny im Allgäu in Baden-Württemberg. Nördlich verläuft die Bundesstraße 12 mit dem Felderhaldetunnel.

## Ortsname
Der Ortsname Esslisberg bezieht sich auf den Personen(kose)namen Es(s)lī(n) und bedeutet (Siedlung an) einer Anhöhe des Es(s)lī(n). Steinlishof bezieht sich auf den Familiennamen Steinle(in) und bedeutet Hof des Steinle(in).

## Geschichte
Nördlich des Orts verlief einst vermutlich eine Römerstraße, an der ein Wachturm stand. Esslisberg wurde erstmals urkundlich im Jahr 1378 mit Peter Ruter von Esslisperg erwähnt. Steinlishof wurde erstmals als Stainlinshoff im Jahr 1583 erwähnt.